# 金银焕
金银焕（1952年3月—2008年10月11日），山西省阳曲县人。女。1971年5月加入中国共产党，1974年8月山西农学院毕业后留校参加工作。曾任中国人民政治协商会议山西省委员会主席。中共十五届中央候补委员，十六届中纪委委员。

## 生平
1974年，其毕业于山西农学院，之后任阳曲县革命委员会副主任、中共阳曲县委常委、共青团太原市委书记、共青团山西省委书记、党组书记。1993年，担任中共太原市委副书记；1995年改任中共朔州市委书记。2000年，改任中共山西省委常委、纪委书记、山西省监委主任，山西省委副书记，山西省委党校校长等职位。2008年1月，任山西省政协主席。
2008年10月11日因车祸遇难。